# Diolenius phrynoides
Diolenius phrynoides là một loài nhện trong họ Salticidae.
Loài này thuộc chi Diolenius. Diolenius phrynoides được Charles Athanase Walckenaer miêu tả năm 1837.

## Hình ảnh

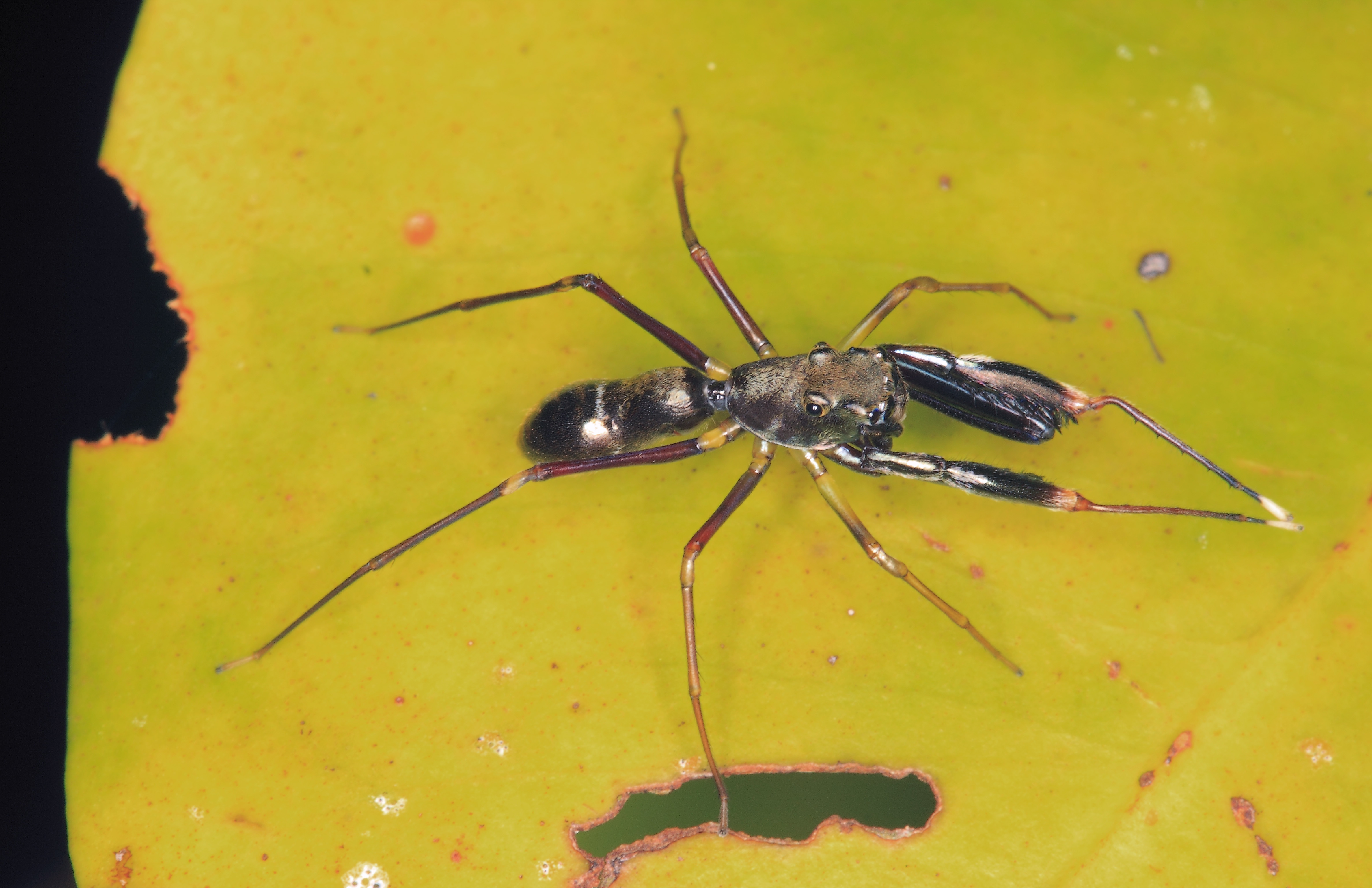
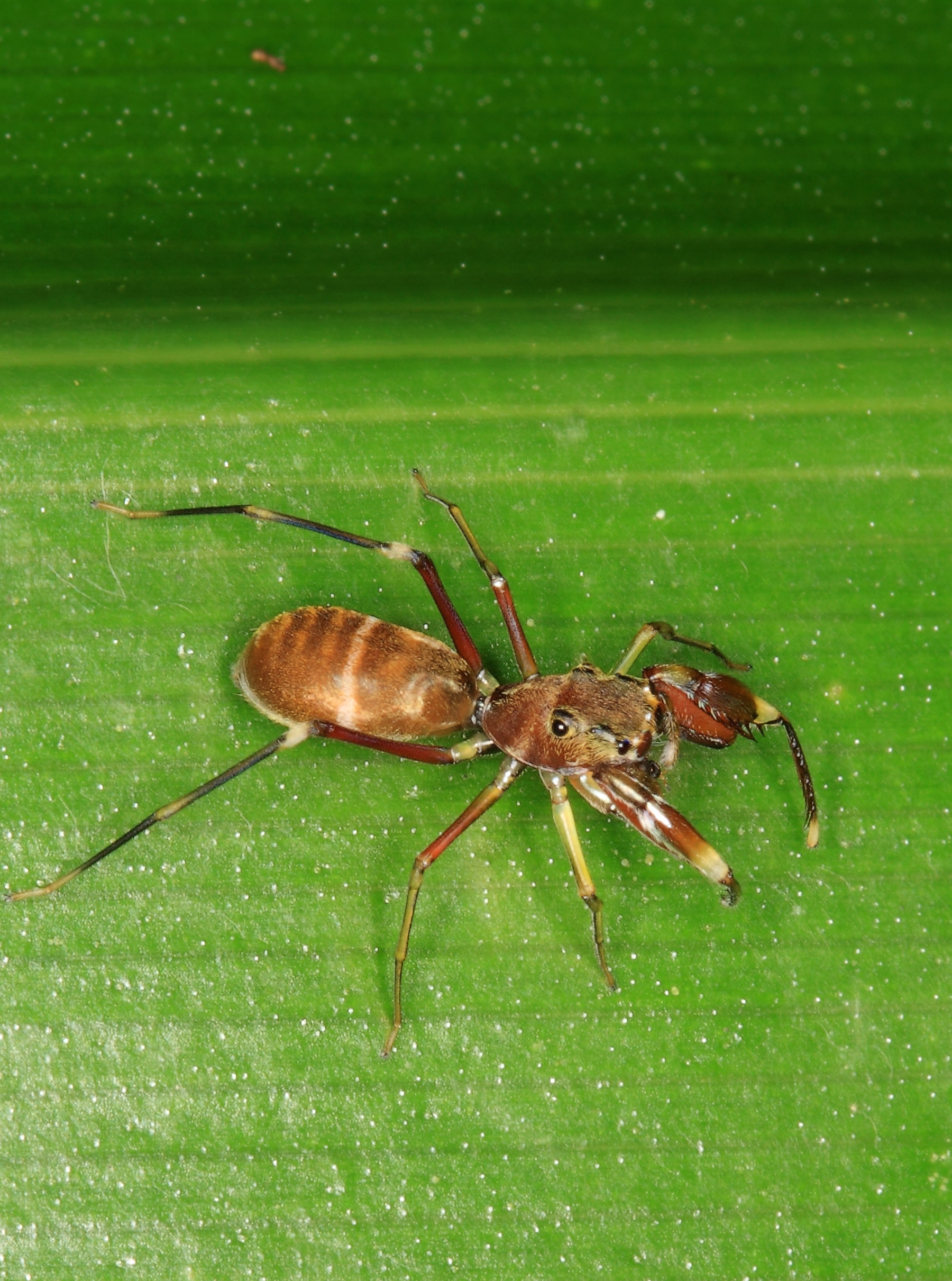